# Championnat de Côte d'Ivoire de football 1999
Navigation
Saison précédente Saison suivante
La saison 1999 du Championnat de Côte d'Ivoire de football était la 41e édition de la première division ivoirienne. Elle oppose pour la première fois 20 équipes, rassemblées au sein de 2 poules de 10 où les clubs affrontent 2 fois tous leurs adversaires, à domicile et à l'extérieur. Les 3 premiers de chaque poule se qualifient pour la poule finale tandis que, comme la première division repasse à 16 clubs l'année prochaine, les 3 derniers sont directement relégués en Division 2.
C'est l'Africa Sports qui termine en tête de la poule nationale et remporte son 15e titre de champion de Côte d'Ivoire. C'est une année faste pour le club qui remporte également la Coupe des Coupes 1999.

## Les 20 clubs participants
| - Poule A : - ASEC Abidjan - Stade d'Abidjan - RFC Daoukro - USC Bassam - Man FC - ASI d'Abengourou - Sporting Club de Gagnoa - Réveil Club de Daloa - Promu de Division 2 - Alliance Bouaké - Séwé Sports de San-Pédro | - Poule B : - Africa Sports - Issia Wazi - Société Omnisports de l'Armée - Sabé Sports de Bouna - Rio-Sports d'Anyama - ASC Bouaké - Promu de Division 2 - Stella Club d'Adjamé - CO Korhogo - Satellite FC - Promu de Division 2 - AS Oumé - Promu de Division 2 |

## Compétition

### Première phase
Les résultats incomplets empêchent de connaître le classement final exact des 2 poules, seuls les noms des 3 équipes qualifiées par poule sont connus de façon certaine.

#### Poule A
| Rang | Équipe                   | Pts | J  | G | N | P | Bp | Bc | Diff |
| ---- | ------------------------ | --- | -- | - | - | - | -- | -- | ---- |
| 1    | ASEC Abidjan T           | 41  | 18 |   |   |   |    |    |      |
| 2    | Stade d'Abidjan          | 32  | 18 |   |   |   |    |    |      |
| 3    | USC Bassam               | 30  | 18 |   |   |   |    |    |      |
| 4    | Séwé Sports de San-Pédro | 27  | 18 |   |   |   |    |    |      |
| 5    | RFC Daoukro              | 26  | 18 |   |   |   |    |    |      |
| 6    | Alliance Bouaké          | 20  | 18 |   |   |   |    |    |      |
| 7    | Man FC                   | 16  | 18 |   |   |   |    |    |      |
| 8    | ASI d'Abengourou         | 16  | 18 |   |   |   |    |    |      |
| 9    | Sporting Club de Gagnoa  | 15  | 18 |   |   |   |    |    |      |
| 10   | Réveil Club de Daloa P   | 13  | 18 |   |   |   |    |    |      |

#### Poule B
| Rang | Équipe                        | Pts | J  | G | N | P | Bp | Bc | Diff |
| ---- | ----------------------------- | --- | -- | - | - | - | -- | -- | ---- |
| 1    | Africa Sports                 | 40  | 18 |   |   |   |    |    |      |
| 2    | Sabé Sports de Bouna          |     | 18 |   |   |   |    |    |      |
| 3    | CO Korhogo                    | 31  | 18 |   |   |   |    |    |      |
| 4    | Société Omnisports de l'Armée |     | 18 |   |   |   |    |    |      |
| 5    | Stella Club d'Adjamé          |     | 18 |   |   |   |    |    |      |
| 6    | Satellite FC P                |     | 18 |   |   |   |    |    |      |
| 7    | ASC Bouaké P                  |     | 18 |   |   |   |    |    |      |
| 8    | Issia Wazi                    |     | 18 |   |   |   |    |    |      |
| 9    | AS Oumé P                     |     | 18 |   |   |   |    |    |      |
| 10   | Rio-Sports d'Anyama           |     | 18 |   |   |   |    |    |      |

### Poule nationale
| Rang | Équipe               | Pts | J  | G | N | P | Bp | Bc | Diff |
| ---- | -------------------- | --- | -- | - | - | - | -- | -- | ---- |
| 1    | Africa Sports C2     | 28  | 10 | 9 | 1 | 0 | 31 | 6  | +25  |
| 2    | ASEC Abidjan T C     | 23  | 10 | 7 | 2 | 1 | 26 | 5  | +21  |
| 3    | Stade d'Abidjan      | 16  | 10 | 5 | 1 | 4 | 14 | 15 | -1   |
| 4    | USC Bassam           | 10  | 10 | 3 | 1 | 6 | 8  | 21 | -13  |
| 5    | CO Korhogo           | 7   | 10 | 2 | 1 | 7 | 8  | 26 | -18  |
| 6    | Sabé Sports de Bouna | 2   | 10 | 0 | 2 | 8 | 7  | 21 | -14  |

|  | Qualifié pour la Ligue des champions de la CAF 2000                                                       |
|  | Qualifié pour la Coupe des Coupes 2000                                                                    |
|  | Qualifié pour la Coupe de la CAF 2000                                                                     |
|  | T : Tenant du titre C : Vainqueur de la Coupe de Côte d'ivoire C2 : Vainqueur de la Coupe des Coupes 1999 |

| Résultats (▼dom., ►ext.) | AfrS | ASEC | Stad | Bass | Korh | Sabé |
| Africa Sports            |      | 1-0  | 4-1  | 1-0  | 11-0 | 2-1  |
| ASEC Abidjan             | 2-2  |      | 4-0  | 5-0  | 1-0  | 3-1  |
| Stade d'Abidjan          | 1-2  | 0-0  |      | 2-1  | 2-1  | 3-0  |
| USC Bassam               | 1-4  | 0-6  | 0-2  |      | 1-0  | 1-0  |
| CO Korhogo               | 0-2  | 0-1  | 2-1  | 1-4  |      | 2-2  |
| Sabé Sports de Bouna     | 0-2  | 1-4  | 1-2  | 0-0  | 1-2  |      |

## Bilan de la saison
| Tableau d'Honneur                                                    |               |
| Compétition                                                          | Vainqueur     |
| Championnat de Côte d'Ivoire de football                             | Africa Sports |
| Coupe de Côte d'Ivoire de football                                   | ASEC Abidjan  |
| Supercoupe de Côte d'Ivoire de football Coupe Félix Houphouët-Boigny | ASEC Abidjan  |

| Qualifications continentales 2000  |                 |
| Compétition                        | Qualifié        |
| Ligue des champions de la CAF 2000 | Africa Sports   |
| Coupe des Coupes 2000              | ASEC Abidjan    |
| Coupe de la CAF 2000               | Stade d'Abidjan |

| Promotions et relégations | |
| Compétition               | Qualifié                                                                                             |
| Relégués en 2e division   | Issia Wazi AS Oumé Rio-Sports d'Anyama ASI d'Abengourou Sporting Club de Gagnoa Réveil Club de Daloa |
| Promus en 1re division    | Jeunesse Club d'Abidjan Toumodi FC                                                                   |